# Kokoszyce
Kokoszyce – część miasta i dzielnica Wodzisławia Śląskiego, o charakterze podmiejskim, głównie o zabudowie jednorodzinnej. Kokoszyce graniczą z Pszowem oraz dzielnicami Wodzisławia: Jedłownikiem, Radlinem II oraz Zawadą.
W Kokoszycach znajduje się m.in. park z ciekawymi okazami botanicznymi, barokowy pałac z 1822 roku wzniesiony przez dawnego właściciela Kokoszyc Wilhelma Franza von Zawadzki, boisko „KS 25” Kokoszyce, OSP Kokoszyce, Centrum Rozrywki Albatros, nowy dom parafialny, siedziba KSM-u oraz ośrodek jazdy konnej.

## Nazwa
Według niemieckiego geografa oraz językoznawcy Heinricha Adamy’ego nazwa miejscowości wywodzi się od polskiej nazwy ptaka domowego „kury” – „von kur, kura, kogut, kokosz = Hahn und Henne”. W swoim dziele o nazwach miejscowych na Śląsku wydanym w 1888 roku we Wrocławiu jako najwcześniejszą wymienia ją w polskiej formie – „Kokoczyce” podając jej znaczenie „Huhndorf” czyli po polsku „Miejscowość kur”. Nawiązanie do nazwy znajduje się w herbie miejscowości.

## Historia
Pierwsze wzmianki o wsi Kokoszyce pochodzą z 1444 roku. Z Kokoszyc pochodził ksiądz Paweł Pośpiech, poseł do Sejmu Pruskiego. W skład tej dzielnicy wchodzą: Kokoszyce, Olszyny, Dołki i Stawki.
W 1810 r. w Kokoszycach powstało znane na Śląsku uzdrowisko Wilhelmsbad. W 1826 r. korzystać z niego mogło 120 kuracjuszy w 28 kabinach łazienkowych. W 1834 r. uzdrowisko spłonęło. Odbudowane istniało do 1880 r. Na pograniczu Zawady i Kokoszyc w latach 1877-1886 istniała kopalnia siarki.
4 lipca 1922 r. Kokoszyce zostały włączone do II Rzeczpospolitej, a 1 września 1939 r. miejscowość została zajęta przez Wehrmacht. 
W latach 1954–1972 jako wieś należała i była siedzibą władz gromady Kokoszyce. 1 stycznia 1973 włączone do Pszowa. 27 maja 1975 włączone wraz z Pszowem do Wodzisławia Śląskiego.

## Zabytki
Ciekawe miejsca to Pałac z 1822 roku, przebudowany dla G. von Ruffera, a od 1928 roku Dom Rekolekcyjny, klasycystyczna Kaplica pod wezwaniem św.Jana Nepomucena z przełomu XVIII i XIX wieku oraz pochodzący z tego samego czasu Park Krajobrazowy. 

## Ulice
- Dołki
- Gagarina
- M. Dąbrowskiej
- Matki Teresy z Kalkuty
- Młodzieżowa
- Norwida
- Olszyny
- Oraczy
- Osadnicza
- Parkowa
- Pałacowa
- Pszowska
- Rozwojowa
- Smolna
- Sportowa
- Strażacka
- Wesoła
- Zdrojowa